# Byer i Wales
Dette er en liste over byer i Wales. Der er 146 i alt. Ligesom i England og Nordirland er en by (town) en bosættelse, som har et kongeligt charter. I 1536 fik 55 borough repræsentation af parlamentet , men Municipal Corporations Act 1835 anerkendte kun 20 walisiske. Efterfølgende byudvikling ledte til at andre steder blev anerkendt som boroughs, inklusive Wrexham, Rhondda, Barry og Merthyr Tydfil, men mange andre bosættelser fik status som urban district. Local Government Act 1972 tillod at erdslige sogne at opløse sig selv for at blive bystyre.
Byer med officiel city-status er skrevet med fed. Indtil 1500-tallet blev en by anerkendt som city, hvis den havde et bispesæde med katedral. Byen St Davids, med et indbyggertal på blot 2.000 personer fik city-status på denne måde. St Asaph fik city-status i 2012 som en del af Elisabeth II's diamantjubilæum.

## A
Aberaeron, Aberavon, Aberbargoed, Abercarn, Aberdare, Abergavenny, Abergele, Abertillery, Aberystwyth, Amlwch, Ammanford

## B
Bagillt, Bala, Bangor, Bargoed, Barmouth, Barry, Beaumaris, Bedwas, Bethesda, Blaenau Ffestiniog, Blaenavon, Blackwood, Blaina, Brecon, Bridgend, Briton Ferry, Brynmawr, Buckley, Builth Wells, Burry Port

## C
Caerleon, Caernarfon, Caerphilly, Caerwys, Caldicot, Cardiff, Cardigan, Carmarthen, Chepstow, Chirk, Colwyn Bay, Connah's Quay, Conwy, Corwen, Cowbridge, Criccieth, Crickhowell, Crumlin, Cwmbran

## D
Denbigh, Dolgellau

## E
Ebbw Vale

## F
Ferndale, Fishguard, Flint

## G
Gelligaer, Glynneath, Goodwick, Gorseinon,

## H
Harlech, Haverfordwest, Hay-on-Wye, Holt, Holyhead, Holywell

## K
Kidwelly, Knighton

## L
Lampeter, Laugharne, Llandeilo, Llandovery, Llandrindod Wells, Llandudno, Llandudno Junction, Llandysul, Llanelli, Llanfair Caereinion, Llanfairfechan, Llanfyllin, Llangefni, Llangollen, Llanidloes, Llanrwst, Llantrisant, Llantwit Major, Llanwrtyd Wells, Llanybydder, Loughor,

## M
Machynlleth, Maesteg, Menai Bridge, Merthyr Tydfil, Milford Haven, Mold, Monmouth, Montgomery, Mountain Ash

## N
Narberth, Neath, Nefyn, Newbridge, Newcastle Emlyn, Newport, Newport (Pembrokeshire), New Quay, Newtown, Neyland

## O
Overton-on-Dee

## P
Pembroke, Pembroke Dock, Penarth, Pencoed, Penmaenmawr, Penrhyn Bay, Pontardawe, Pontarddulais, Pontypool, Pontypridd, Port Talbot, Porth, Porthcawl, Porthmadog, Prestatyn, Presteigne, Pwllheli

## Q
Queensferry

## R
Rhayader, Rhuddlan, Rhyl, Rhymney, Risca, Ruthin

## S
St Asaph, St Clears, St David's, Saltney, Senghenydd, Shotton, Swansea

## T
Talgarth, Tenby, Tonypandy, Tredegar, Tregaron, Treharris, Tywyn, Talbot Green

## U
Usk

## W
Welshpool, Whitland, Wrexham

## Y
Ystradgynlais, Ystrad Mynach